# Borophaginae
De Borophaginae is een fossiele onderfamilie van de hondachtigen (Canidae) die voorkwam van het Oligoceen tot het Plioceen van Noord-Amerika (33,9-3,6 Ma).
De geslachten Borocyon, Gobicyon en Pliocyon, die door Simpson oorspronkelijk tot de Borophaginae werden gerekend, zijn door Wang et al. (1999) uit de onderfamilie gehaald.

## Oorsprong en evolutie
Hoogstwaarschijnlijk stammen de Borophaginae af van de Hesperocyoninae, een andere onderfamilie van hondachtigen. Archaeocyon is het meest primitieve geslacht binnen de Borophaginae. Uit het beschikbare fossiele materiaal blijkt echter dat de Borophaginae vrij snel opsplitsten in verscheidene belangrijke groepen. Terwijl Archaeocyon niet groter was dan een vos, zijn de meer geëvolueerde soorten binnen de onderfamilie merkelijk groter dan Archaeocyon.  De Borophaginae namen verscheidene ecologische niches in, in het laat Cenozoïsche, Noord-Amerikaanse landschap, gaande van kleine omnivoren tot sterke, meer dan anderhalve meter grote carnivoren zoals Epicyon.

## Taxonomie
De onderfamilie omvat de volgende taxa (allen uitgestorven):
- Archaeocyon
- Oxetocyon
- Otarocyon
- Rhizocyon
- Tribus Phlaocyonini
  - Cynarctoides
  - Phlaocyon
- Tribus Borophagini
  - Cormocyon
  - Desmocyon
  - Metatomarctus
  - Euoplocyon
  - Psalidocyon
  - Microtomarctus
  - Protomarctus
  - Tephrocyon
  - Subtribus Cynarctina
    - Paracynarctus
    - Cynarctus

  - Subtribus Aelurodontina
    - Aelurodon
    - Tomarctus

  - Subtribus Borophagina
    - Paratomarctus
    - Carpocyon
    - Protepicyon
    - Epicyon
    - Borophagus